# Isabel Heinemann
Isabel Margarete Heinemann (* 15. Februar 1971 in Simmern/Hunsrück) ist eine deutsche Historikerin und Professorin für Neueste Geschichte an der Universität Bayreuth. Ihre Forschungsschwerpunkte sind die Geschichte des Nationalsozialismus und Holocaust, die Geschichte der USA im 20. Jahrhundert, Geschlechtergeschichte und Wissensgeschichte. Heinemann ist in der Nachfolge von Andreas Wirsching designierte Direktorin des Instituts für Zeitgeschichte. Sie soll ihr Amt zum 1. Oktober 2025 antreten.

## Leben
Von 1991 bis 1996 studierte Heinemann Neuere und Neueste Geschichte, Mittelalterliche Geschichte und Germanistik an der Johannes Gutenberg-Universität Mainz, der Université de Bourgogne und der Albert-Ludwigs-Universität Freiburg. Ihr Studium schloss sie bei Gerd Krumeich mit einer Magisterarbeit zur Demobilisierung und Reintegration der Frontsoldaten im Ersten Weltkrieg ab. 2001 wurde Heinemann in Freiburg mit einer von Ulrich Herbert betreuten Studie über das Rasse- und Siedlungshauptamt der SS promoviert und war anschließend von 2002 bis 2009 Wissenschaftliche Assistentin am Lehrstuhl für Neuere und Neueste Geschichte an der Universität Freiburg. Von 2009 bis 2016 war Heinemann Juniorprofessorin für Neuere und Neueste Geschichte in Münster und leitete eine Emmy Noether-Gruppe der DFG zum Thema „Family Values and Social Change: The American Family in the 20th Century“. Von 2015 bis 2019 leitete sie zudem als PI im Sonderforschungsbereich der DFG „Kulturen des Entscheidens“ ein Forschungsprojekt zu reproduktivem Entscheiden in Deutschland und den USA an der Universität Münster. Nach der Habilitation 2018 an der Universität Trier (Venia Legendi für Neuere und Neueste Geschichte) war sie von 2019 bis 2023 Professorin für Neueste Geschichte an der Universität Münster. Seit dem 1. Februar 2023 ist sie Inhaberin des Lehrstuhls für Neueste Geschichte an der Universität Bayreuth.

## Schriften

### Autorin
- „Vom Soldaten zum Bürger?“ Demobilisierung und Reintegration der Frontsoldaten 1918–1923: Das Beispiel Freiburg i.Br. (Freiburg (Breisgau), Univ., Mag.-Arb., 1996).
- „Rasse, Siedlung, deutsches Blut“. Das Rasse- und Siedlungshauptamt der SS und die rassenpolitische Neuordnung Europas. Göttingen 2003, ISBN 3-89244-623-7. (Zugl.: Freiburg (Breisgau), Univ., Diss., 2001), auch in polnischer Übersetzung.
- Wert der Familie. Ehescheidung, Frauenarbeit und Reproduktion in den USA des 20. Jahrhunderts. Berlin 2018, ISBN 978-3-11-046157-2. (Zugl.: Trier, Univ., Habil.-Schr., 2018).

### Herausgeberin
- mit Alexandra Minna Stern: Gender and Right-Wing Nationalism, Special Issue, Journal of Modern European History (JMEH) 20 (2022), Heft 3. https://doi.org/10.1177/16118944221110721,
- mit Johanna Schoen: Reproductive Decision-Making in Comparative Perspective, Special Issue, Journal of Modern European History (JMEH) 17 (2019), Heft 3.
- mit Ann-Katrin Gembries und Theresia Theuke: Children by choice? Changing values, reproduction, and family planning in the 20th century. Berlin 2018, ISBN 3-11-052202-0.
- Inventing the Modern American Family: Family Values and Social Change in 20th Century United States. Frankfurt a. M. 2012.
- mit Patrick Wagner: Wissenschaft, Planung, Vertreibung: Neuordnungskonzepte und Umsiedlungspolitik im 20. Jahrhundert. Stuttgart 2006.

## Film
- Blutiger Boden, deutscher Raum. Die Siedlungspläne der SS, Dokumentarfilm, 52 min, ORF/3sat/Hengster Filmproduktion 2024, Buch und Regie: Andreas Kurz.